# جووانی سارتوری (بازیکن فوتبال)
جووانی سارتوری (انگلیسی: Giovanni Sartori؛ زادهٔ ۳۱ مارس ۱۹۵۷) بازیکن فوتبال اهل ایتالیا است.
از باشگاه‌هایی که در آن بازی کرده‌است می‌توان به باشگاه فوتبال کیه‌وو ورونا، باشگاه فوتبال ونتزیا، باشگاه فوتبال اودینزه، باشگاه فوتبال سمپدوریا، باشگاه فوتبال آ.ث. میلان، باشگاه فوتبال اتلتیکو آرتزو، و باشگاه فوتبال ترنانا اشاره کرد.